# Almeria Carpenter

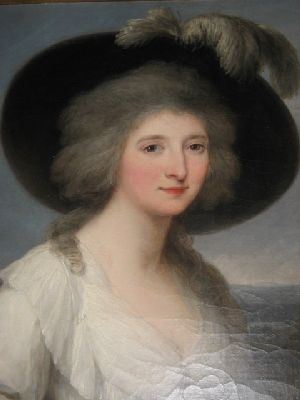
Retrato hecho por Angelica Kauffmann.

Lady Almeria Carpenter (1752 - 1809) fue una cortesana británica. Es conocida por haber sido amante de Guillermo Enrique de Gloucester desde 1780 hasta su muerte en 1805.

## Vida
Fue la hija del político George Carpenter, conde de Tyrconnel, y su esposa Frances Clifton, hija del Sir Robert Clifton. Nunca se casó. No se sabe mucho de su vida hasta que se convirtió en dama de compañía de María Walpole, esposa del príncipe Guillermo Enrique de Gloucester. 
Se convirtió en la amante del príncipe Guillermo Enrique a principios de la década de 1780. Era su amante cuando ellos y la esposa de Guillermo hicieron un viaje juntos a Italia en 1782. Vivía con Guillermo en Gloucester House, oficialmente como dama de compañía de su esposa, y se decía que era "su ornamento y orgullo" y anfitriona en su casa. Era muy apreciada por su belleza y su desprecio por las costumbres, pero también se señalaba que no era muy inteligente. 
En 1872, tuvo una hija con su amante, Louisa Maria La Coast. Siguió siendo la amante de William hasta la muerte de este en 1805. Falleció en 1809.
Almeria Carpenter fue retratada por Richard Cosway y Angelica Kauffmann.